# گرافنشتاین
گرافنستاین (به آلمانی: Grafenstein) یک منطقهٔ مسکونی در اتریش است که در ناحیه کلاگن‌فورت-لاند واقع شده‌است. گرافنستاین ۲٬۷۵۲ نفر جمعیت دارد.